# Lamnao Singto
Lamnao Singto (Luang Prabang, 15 de abril de 1988) es un futbolista de Laos que juega como delantero. Su equipo actual es el Perak FA de la Super Liga de Malasia.

## Trayectoria
Lamnao debutó con tan sólo 15 años, jugando para el MCTPC, un equipo de la liga laosiana. Tras cuatro buenas temporadas, en agosto de 2007 recaló en el fútbol tailandés, jugando para equipos como Kasersat University, Raj Pracha (2008) y Provincial Electrical Authority (2009-2010), para finalmente, pegar la vuelta a su club de origen, MCTPC.
A mediados del 2012, su club, MCTPC, lo cedió a préstamo al Perak FA de la Super Liga de Malasia.

## Selección nacional
Fue convocado en el año 2004, jugando tres partidos.
El 23 de octubre del 2008 anotó su primer gol con la selección absoluta. Su víctima fue la Selección de Brunéi; en un partido válido de la primera ronda de la Copa AFF Suzuki 2008, estableciendo el 2-2 transitorio (el partido acabaría 3-2 a favor de Laos). 
Ha jugado por su selección en la edición clasificatoria a la Copa Mundial del 2014, además de otros partidos, como de la Copa AFF Suzuki.
Ha jugado 21 partidos internacionales y ha conseguido anotar 6 goles.

## Clubes
| Club                            | País      | Año         |
| ------------------------------- | --------- | ----------- |
| MCTPC                           | Laos      | 2003 - 2007 |
| Kasersat University             | Tailandia | 2007        |
| Raj Pracha                      | Tailandia | 2008        |
| Provincial Electrical Authority | Tailandia | 2009 - 2010 |
| MCTPC                           | Laos      | 2010 - 2012 |
| Perak FA                        | Malasia   | 2012 -      |